# Комодский дракон (перец)
«Комодский дракон» (англ. Komodo Dragon Pepper) — это сорт перца чили, который был выведен в Великобритании в 2015 году британским селекционером Сальваторе Дженовезе. Этот сорт представляет собой гибрид двух видов перцев — Bhut Jolokia и Trinidad Scorpion Moruga.

## История создания
Сорт перца чили «Комодский дракон» был выведен в 2015 году британским фермером Сальваторе Дженовезе на его ферме в Бланхеме, Бедфордшир.
Этот перец был представлен широкой публике и поступил в продажу в крупнейшей в Великобритании и Европе сети супермаркетов «Tesco». На тот момент он считался самым острым перцем, который выращивают в коммерческих целях в Соединённом Королевстве, с показателем 1 500 000 единиц по шкале Сковилла.

## Внешний вид
Перец Komodo Dragon по форме напоминает перец-призрак.
Некоторые особенности внешнего вида:
- Размер плода: Длина — 4–5 см, диаметр — 2,5–3 см;
- Форма поверхности: Бугорчатая;
- Окрас: В стадии технической спелости он зелёный, а при полном созревании приобретает ярко-красный оттенок;
- Расположение плода: Висящие вниз;
- Высота растения: 60-70 см[3].

## Характеристики
- Острота: 1,4 — 2,2 млн. ед. по шкале Сковилла;
- Аромат: Насыщенный, с фруктовыми и хинными оттенками;
- Высота растения: 1,8 м;
- Срок созревания: 160-180 дней[4].

## Вкус
Перец Komodo Dragon обладает уникальным вкусом. В нём сочетаются фруктовая сладость, которая быстро переходит в стойкую пряность. Кроме того, можно почувствовать нотки фруктов и цитрусовых, но только после того, как острота перца становится максимальной.

## Применение
Перец Komodo Dragon известен своим сильным вкусом и острым ароматом. Его используют для создания острых соусов и сальсы. Из небольшого количества нарезанного кубиками перца можно приготовить несколько горшочков чили.